# Llista d'episodis d'Adventure Time
Adventure Time té una extensa llista de capítols. Compta amb set temporades de més de 20 capítols cadascuna.

## Primera temporada
La primera temporada consta de 26 capítols:
- Slumber Party Panic (EUA), Pánico en la Fiesta del Palacio (Llatinoamèrica), Pánico en la Fiesta de Pijamas (Espanya).
- Trouble in Lumpy Space (EUA), Problemas en el Espacio Grumoso (Llatinoamèrica), Apuros en el Espacio Bultos (Espanya).
- Prisioners of Love (EUA), Prisioneros Del Amor (Llatinoamèrica), Prisioneras del Amor (Espanya).
- Tree Trunks (EUA), Tronquitos (Llatinoamèrica), Trompi (Espanya).
- The Enchiridion! (EUA), ¡El Enchiridion! (Llatinoamèrica i Espanya).
- The Jiggler (EUA), Danzarin (Llatinoamperica), El Cantarín (Espanya).
- Ricardio The Heart Guy (EUA), Ricardio Corazón de León (Llatinoamèrica), Ricardio el Corazón (Espanya).
- Business Time (EUA), Hombres de Negocios (Llatinoamèrica), Hora de Empresarios (Espanya).
- My Two Favorite People (EUA), Mis Dos Personas Favoritas (Llatinoamèrica i Espanya).
- Memories of Boom Boom Mountain (EUA), Recuerdos en la Montaña (Llatinoamèrica), Recuerdos en el Monte Boom Boom (Espanya).
- Wizard (EUA), Magos (Llatinoamèrica), El Mago (Espanya).
- Evicted! (EUA), ¡Desalojo! (Llatinoamèrica), Desahuciados (Espanya).
- City of Thieves (EUA), La Ciudad de los Ladrones (Llatinoamèrica i Espanya).
- The Witch's Garden (EUA), El Jardín de la Bruja (Llatinoamèrica i Espanya).
- What is Life? (EUA), ¿Qué es la Vida? (Llatinoamèrica i Espanya).
- Ocean of Fear (EUA), Oceanos de Miedo (Llatinoamèrica), Un Mar de Miedo (Espanya).
- When Wedding Bells Thaw (EUA), Descongelando una Boda (Llatinoamèrica), Campanas de boda (Espanya).
- Dungeon (EUA), La Gruta (Llatinoamèrica), La Mazmorra (Espanya).
- The Duke (EUA), El Duque (Llatinoamèrica i Espanya).
- Freak City (EUA), Ciudad Fenomeno (Llatinoamèrica), La Ciudad de los Raritos (Espanya).
- Donny (EUA), Donny (Llatinoamèrica i Espanya).
- Henchman (EUA), Lacayo (Llatinoamèrica), El Esbirro (Espanya).
- Rainy Day Daydream (EUA), Fantaseando En Un Día Lluvioso (Llatinoamèrica), Día de Lluvia, Día de Ensueño (Espanya).
- What Have You Done? (EUA), ¿Pero Qué Hicieron? (Llatinoamèrica), ¿Que Habéis Hecho? (Espanya).
- His Hero (EUA), Su Héroe (Llatinoamèrica y Espanya).
- Gut Grinder (EUA), El Triturador (Llatinoamèrica), El Picatripas (Espanya).

## Segona temporada
- It Came from the Nightosphere (EUA),Llegó de la Nocheósfera (Llatinoamerica),Vino de la Nochesfera (Espanya)
- The Eyes (EUA),Los Ojos (Llatinoamerica i Espanya)
- Loyalty to the King (EUA),Lealtad Al Rey (Llatinoamerica i Espanya)
- Blood Under the Skin (EUA),Sangre Bajo La Piel (Llatinoamerica i Espanya)
- Storytelling (EUA),El Cuenta Cuentos (Llatinoamerica) i Cuenta Cuentos (España)
- Slow Love (EUA),Amor Lento (Llatinoamerica i Espanya)
- Power Animal (EUA), Poder Animal (Llatinoamerica), Energía Animal (Espanya)
- Crystals Have Power (EUA),Los Cristales Tienen Poder (Llatinoamerica)i Los Cristales del Poder (Espanya)
- The Other Tarts (EUA),Las Otras Tartas (Llatinoamerica i Espanya)
- To Cut a Woman's Hair (EUA),A Cortar El Cabello A Una Mujer (Llatinoamerica) i Cortarle El Pelo a Una Mujer (Espanya)
- The Chamber of Frozen Blades (EUA), La Cámara de las Navajas Heladas (Llatinoamerica)i La Cámara De Las Cuchillas Heladas (Espanya)
- Her Parents (EUA),Los Suegros (Llatinoamerica)i Los Padres de ella (Espanya)
- The Pods (EUA), Los Frijoles Mágicos (Llatinoamerica)i Las Vainas (Espanya)
- The Real You (EUA),El Verdadero Tu (Llatinoamerica)i El Verdadero Finn (Espanya)
- Guardians Of Sunshine (EUA),Los Guardianes del Sol (Llatinoamerica)i Los Guardianes De La Luz Solar (Espanya)
- Death In Bloom (EUA),Muerte en Flor (Llatinoamerica)i Muerte Florida (Espanya)
- Susan Strong (EUA),Susana Salvaje (Llatinoamerica)i Susana Fuerte (Espanya)
- Mistery Train (EUA),El Tren Misterioso (Llatinoamerica)i El Tren del Misterio (Espanya)
- Go With Me (EUA),Ven Conmigo (Llatinoamerica i Espanya)
- Belly Of The Beast (EUA),La Panza de la Bestia (Llatinoamerica)i Las Entrañas de la Bestia (Espanya)
- The Limit (EUA),El Límite (Llatinoamerica y Espanya)
- Video Makers (EUA),Los Cineastas (Llatinoamerica)i Video Creadores (Espanya)
- Mortal Folly (EUA),Amor Loco (Llatinoamerica)i Locura Mortal (Espanya)
- Mortal Recoil (EUA),Amor Peligroso (Llatinoamerica) i Retroceso Mortal (Espanya)
- Heat Signature (EUA),Rastro de Calor (Llatinoamerica)i Huella De Calor (Espanya)